# Hlávkův most
Hlávkův most je třináctý pražský most přes Vltavu po jejím proudu z roku 1911, přestavěn byl roku 1962. Most je součástí Severojižní magistrály a spojuje Wilsonovu ulici na hranici Nového Města a Karlína s Bubenskou ulicí v Holešovicích. Sestává ze dvou částí různé konstrukce, které propojují vltavské břehy přes ostrov Štvanici. Je napojen přímo na tzv. přemostění Masarykova nádraží. Jméno po staviteli a filantropovi Josefu Hlávkovi nese dodnes, jako jeden z mála významných mostů nebyl nikdy přejmenován. Slouží pro silniční, tramvajovou a pěší dopravu.

## Stavební vývoj a popis

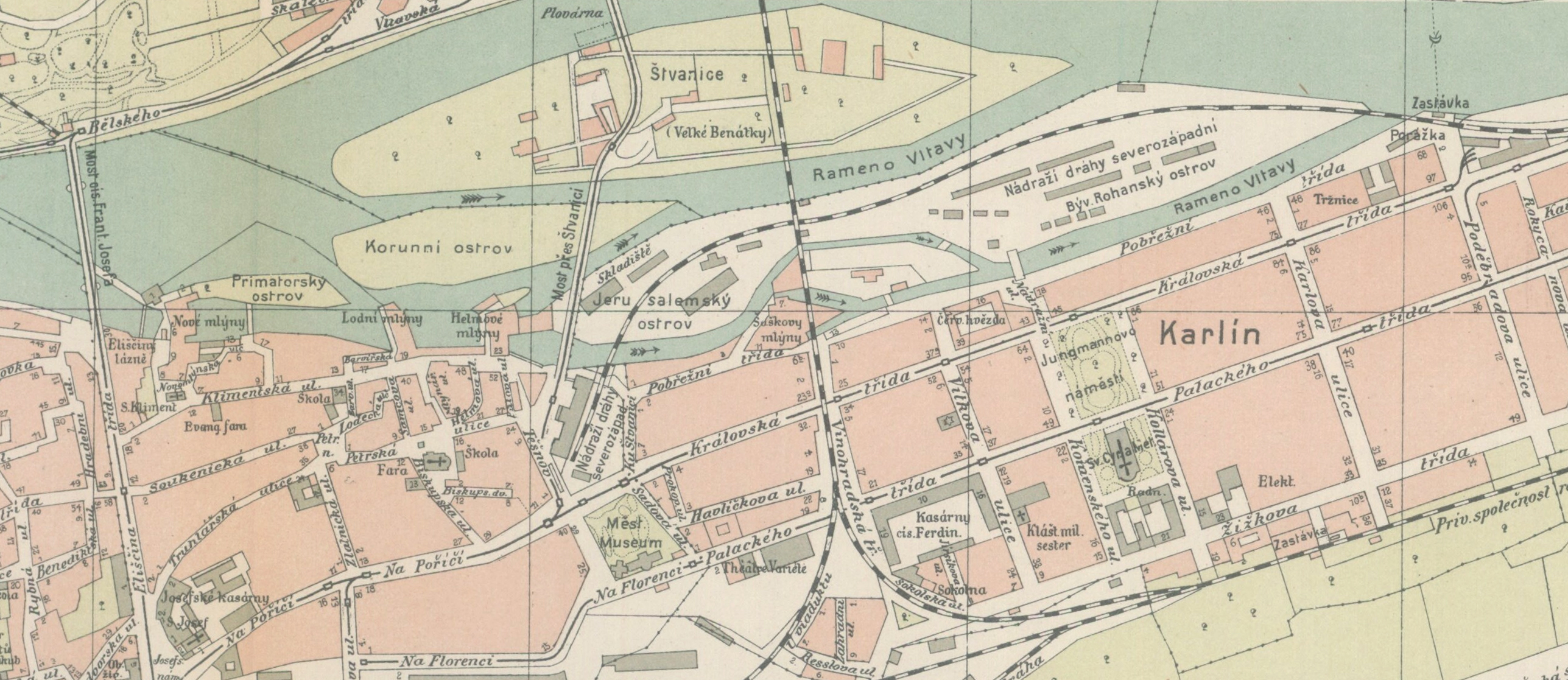
Situace kolem roku 1910 před výstavbou Hlávkova mostu. Mapa zachycuje provizorní dřevěný Jateční most (v plánku jako "Most přes Štvanici"), který zde stál od roku 1900.

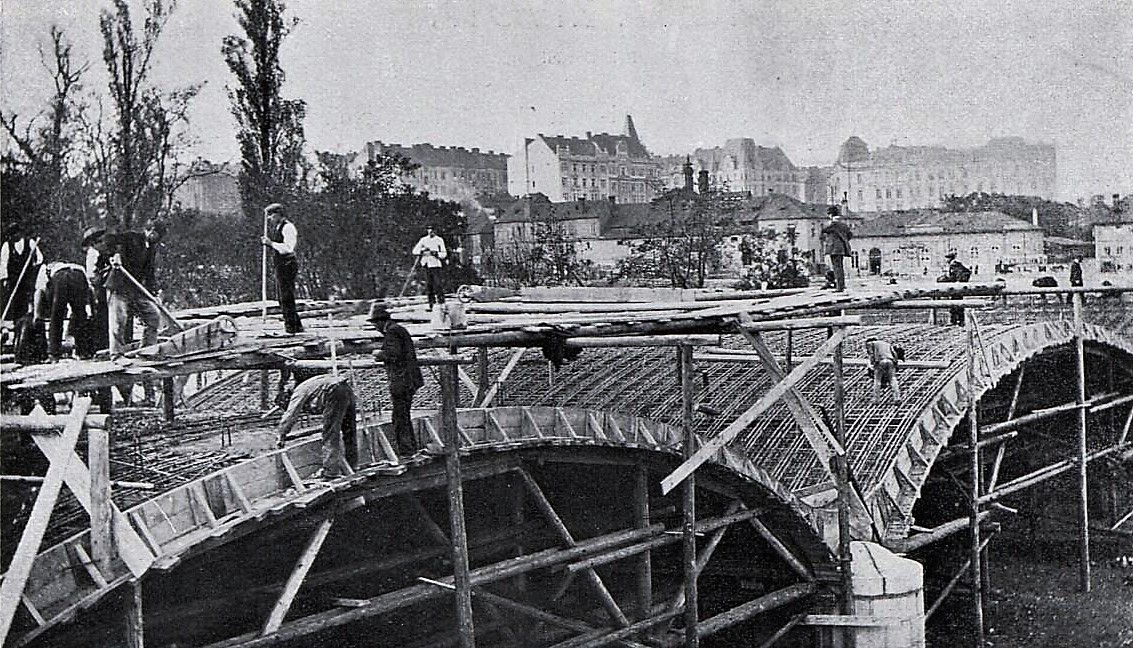
Stavba Hlávkova mostu, 1910

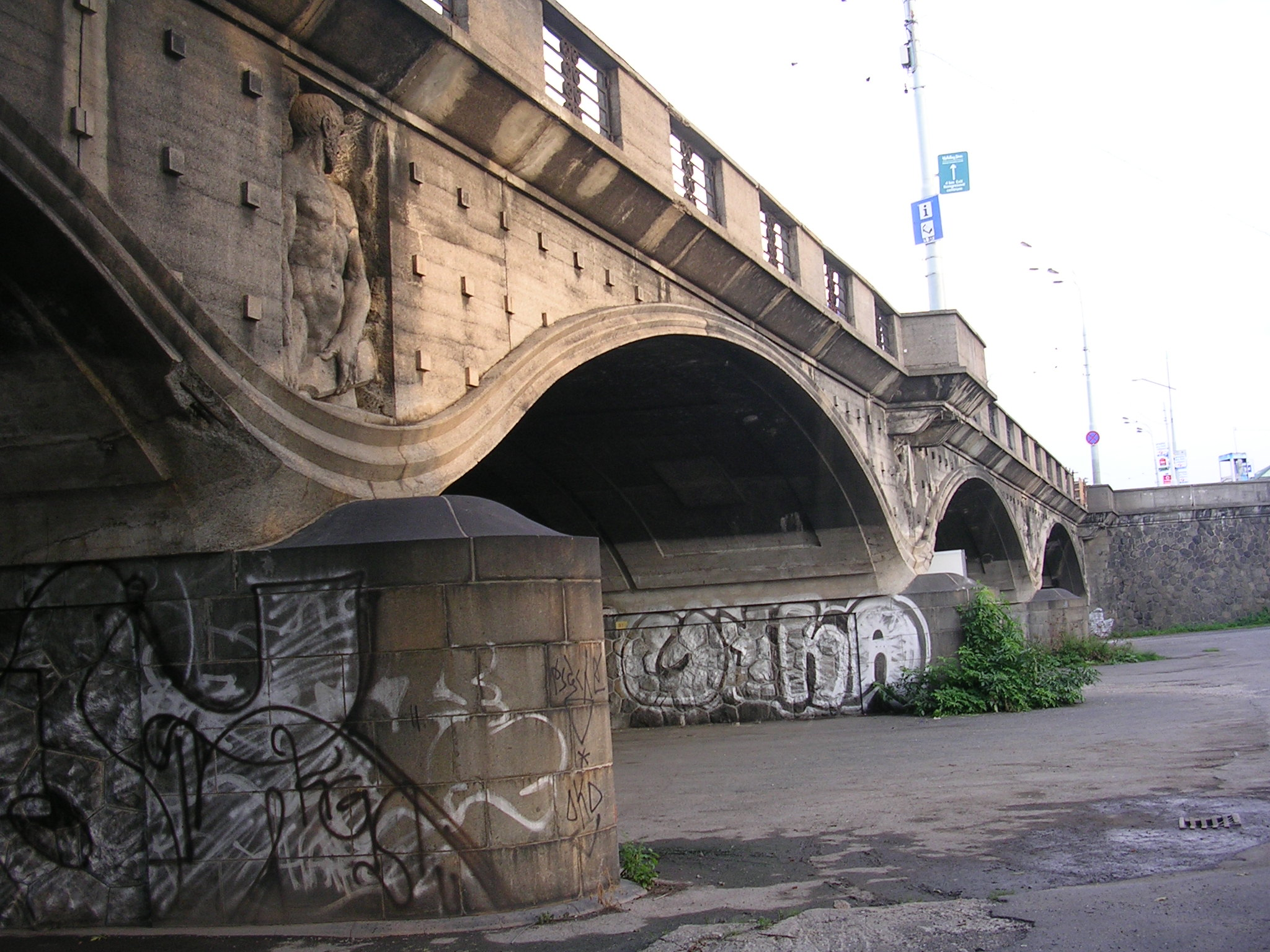
Mostní oblouky na ostrově Štvanice

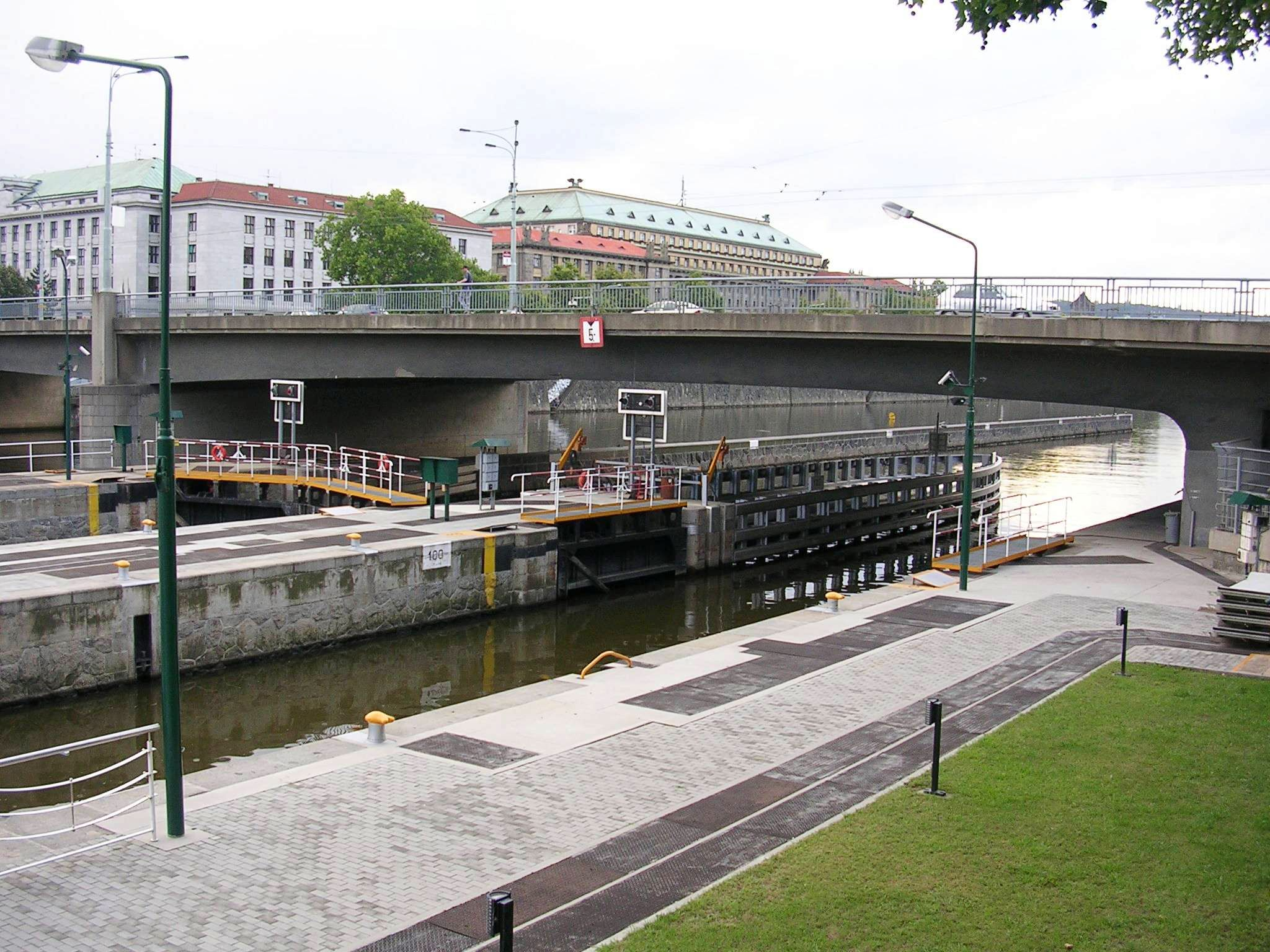
Přemostění jižního ramene Vltavy

Hlávkův most byl postaven v souvislosti s regulací Vltavy, při které bylo změněno trasování řeky a zrušena řada vltavských ramen a ostrovů. Hlávkův most ve své původní podobě vedl od Těšnova přes Jerusalemský ostrov, Korunní ostrov a ostrov Štvanici, tedy v jiné  stopě než dnes (viz plánek kol. r. 1910).
Most byl tvořen dvěma částmi. Kvůli sporům mladší a starší generace architektů byla každá část jiné konstrukce.
Úsek přes jižní (pravé) rameno Vltavy (plavební komory) byl (v letech 1908 až 1910) postaven jako železný příhradový. Autorem byl ing. Mečislav Petrů.
Železobetonová část v severní části ostrova a přes severní (levé) rameno Vltavy byla postavena v letech 1910 a 1911. Šlo o první český most s užitím betonu bez kamenného obložení. Autory byli architekt Pavel Janák a inženýr František Mencl.
V letech 1958 až 1962 byl most kompletně přestavěn a rozšířen do dnešní skoro přímé trasy. Železná část byla nahrazena železobetonovou. Nedotčena zůstala pouze část mostní výzdoby.
Severní část mostu tvoří celkem sedm oblouků. Nad Vltavou jsou tři – dva s rozpětím 36 m, střední s rozpětím 19 m. Nad ostrovem Štvanicí jsou na holešovické straně ostrova čtyři o rozpětí 17,85 m, na jižní straně ostrova je most upraven jako násep, ze kterého lze na východní stranu sjíždět a scházet bezbariérově na ostrov a na západní straně mostovka přiléhá k budově bývalého zimního stadionu. Jižní část mostu není oblouková.
Součástí mostu byly původně i dvě budky pro výběr mýta, umístěné v soklech monumentálních pískovcových sousoší Práce a Humanita Jana Štursy. Budky byly odstraněny při rozšiřování mostu.

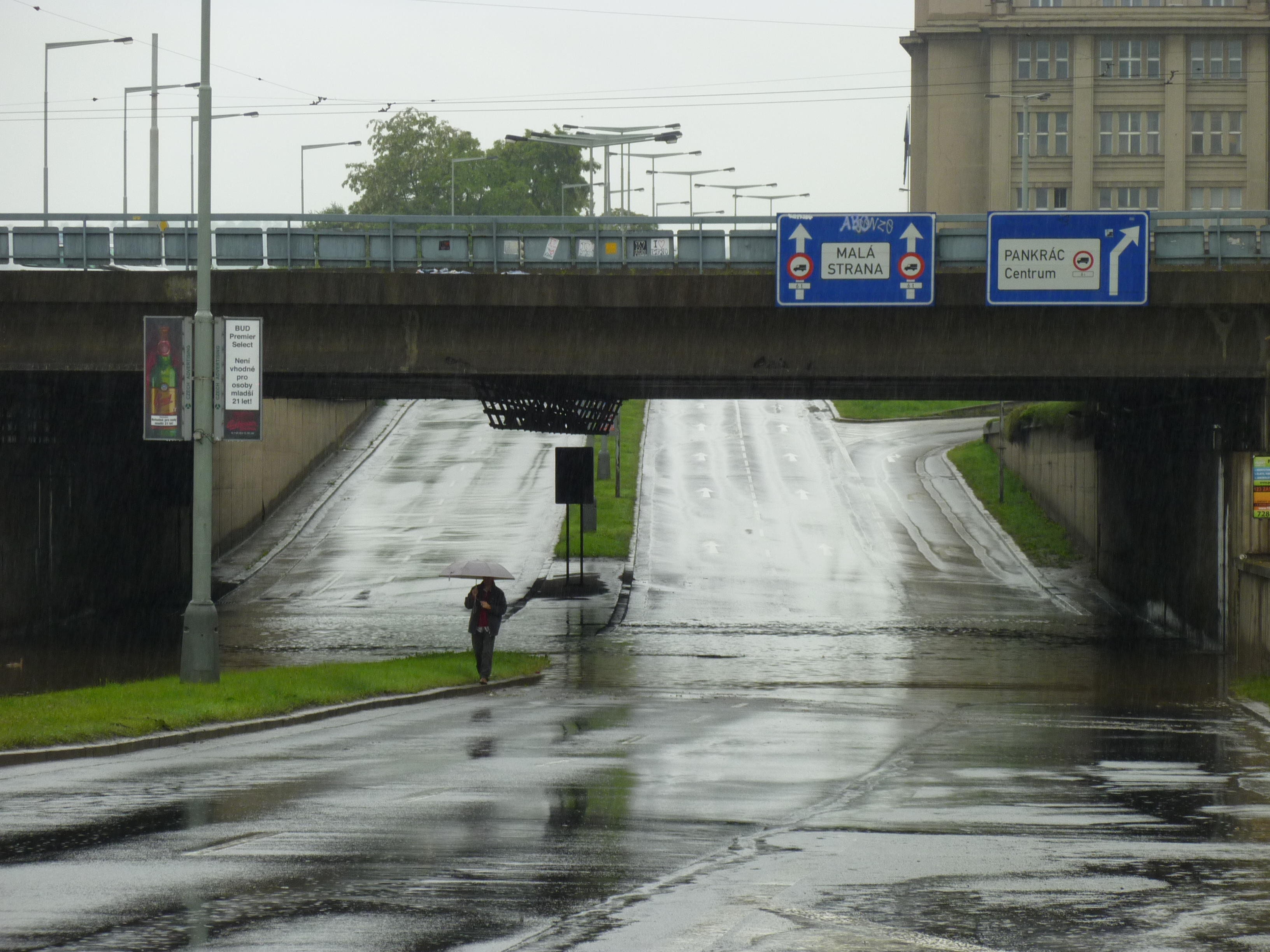
Přemostění pobřežní komunikace na severním předmostí zaplavené při povodni roku 2013

Severní předmostí bylo roku 1983 přestavěno na komplikovanou mimoúrovňovou křižovatku, takže pokračování Hlávkova mostu zde podchází pobřežní komunikace (nábřeží Kapitána Jaroše – Bubenské nábřeží), o úroveň výše než vozovka pobřežní komunikace vedou podchody pro pěší, přičemž podchod na vltavské straně je zčásti řešen jako galerie s výhledem na řeku. Komplikovanější je průchod pro pěší ve směru Hlávkova mostu: směrem od mostu musí chodec nejprve sestoupit do podchodu, z nějž kolmým podchodem podejde sjezdovou rampu, načež po pěší bezbariérové rampě vystoupá zpět do úrovně mostovky. Po východním chodníku Severojižní magistrály přejde krátký úsek nad vozovkou pobřežní komunikace, poté po rampě zakomponované na větrací věž metra sestoupí opět do úrovně podchodu, který se větví do několika směrů: buď pod oběma směry Bubenské ulice k budově bývalých Elektrických podniků, nebo pouze pod jedním směrem Bubenské ulice směrem k tramvajovým zastávkám. Přes ně musí mimoúrovňovou křižovatku obejít i ten, kdo by chtěl po nábřeží směrem k tržnici.
Před prodloužením linky metra C k Nádraží Holešovice jezdilo po Hlávkově mostě množství městských autobusových linek z Florence směrem na Severní Město. Na ostrově Štvanice měly tyto linky zastávku. V roce 1984 byly v tomto úseku všechny denní autobusové linky zrušeny a s nimi i autobusová zastávka; noční autobusové linky zde projíždějí, ale nezastavují.
Tramvajová trať je po mostě vedena středem komunikace. Na novoměstské straně magistrálu opouští zahloubením a podjezdem (tunelem) do ulice Těšnov. Na holešovické straně byla v 80. letech rovněž zahloubena, takže za přemostěním pobřežní komunikace klesá o výškovou úroveň níž, kde se na tramvajové křižovatce u stanice metra Vltavská větví na dvě strany, přičemž každé rameno podchází jeden směr estakády Bubenské ulice. V roce 2015 byly na Štvanici kvůli zajištění dopravní obslužnosti ostrova vybudovány nástupní ostrůvky pro tramvajové zastávky.

## Výzdoba

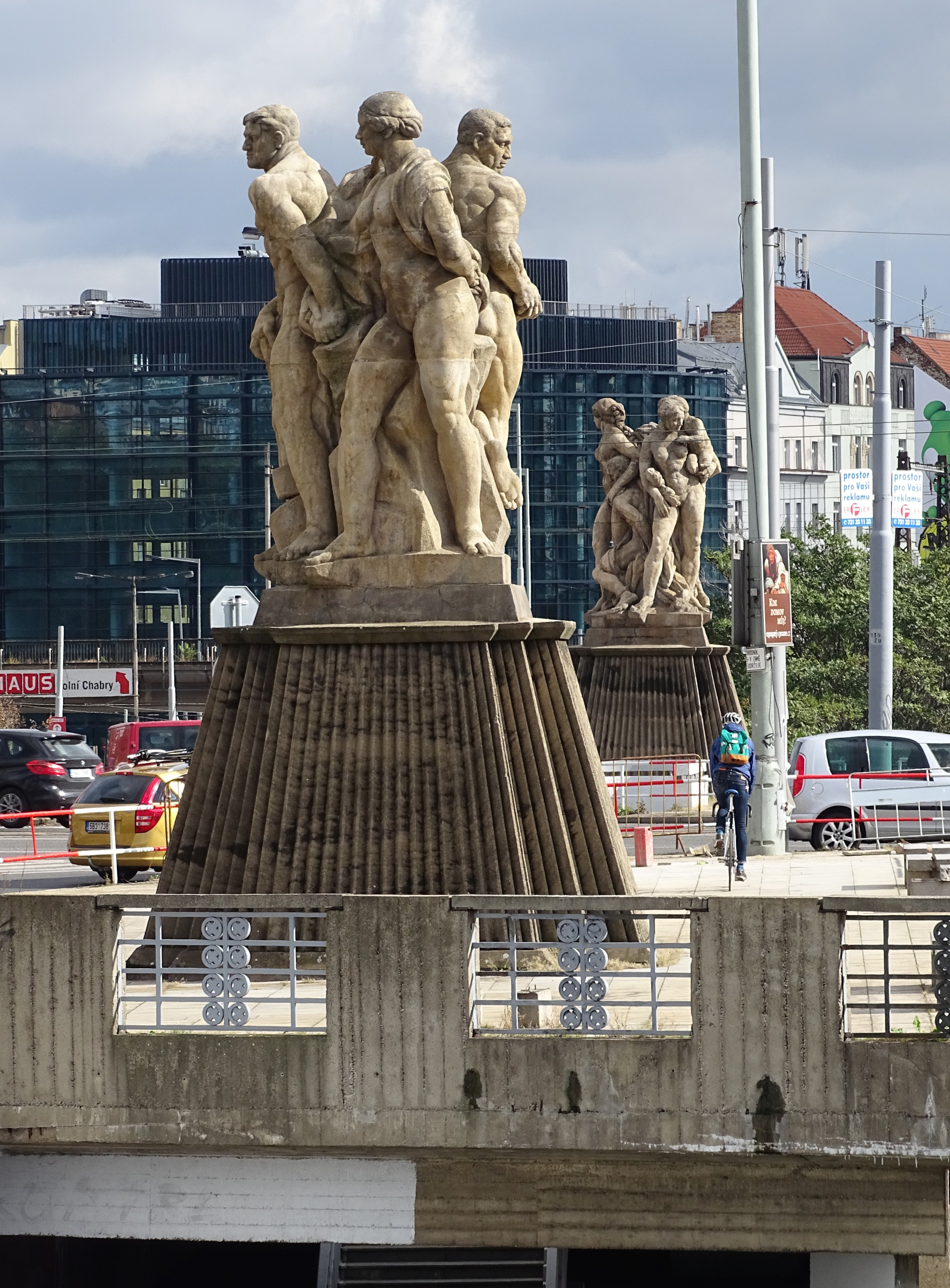
Sousoší Jana Štursy Práce a Humanita na severní straně mostu

### Štursova sousoší
Žulová sousoší Práce a Humanita z roku 1913 umístěná na levém (severním-holešovickém) předmostí, pocházejí od Jana Štursy. Jsou chráněny jako kulturní památka. Při rozšiřování mostu kolem roku 1960 byly sochy odstraněny, ale nakonec se v roce 1983 na bubenské předmostí vrátily, o což léta bojoval sochař Vlastimil Večeřa. Autorem nově vybudovaných pylonů s kubizující profilací, vzdálených od sebe přes 80 m, je arch. Stanislav Hubička. 
Samotné sochy jsou vysoké přes 5 metrů, váží 16 tun a každé se skládá z 12 dílů. Každé sousoší tvoří čtyři ženské a mužské nahé atletické postavy, které jsou střídavě zobrazeny ve stojících a poloklečících pózách. Sochu Práce tvoří například muž s článkem pravoúhlého ostění a muž s kladivem (vlastní podobizna), v Humanitě nalezneme například ženu držící dítě a muže se svitkem.

### Alegorické reliéfy

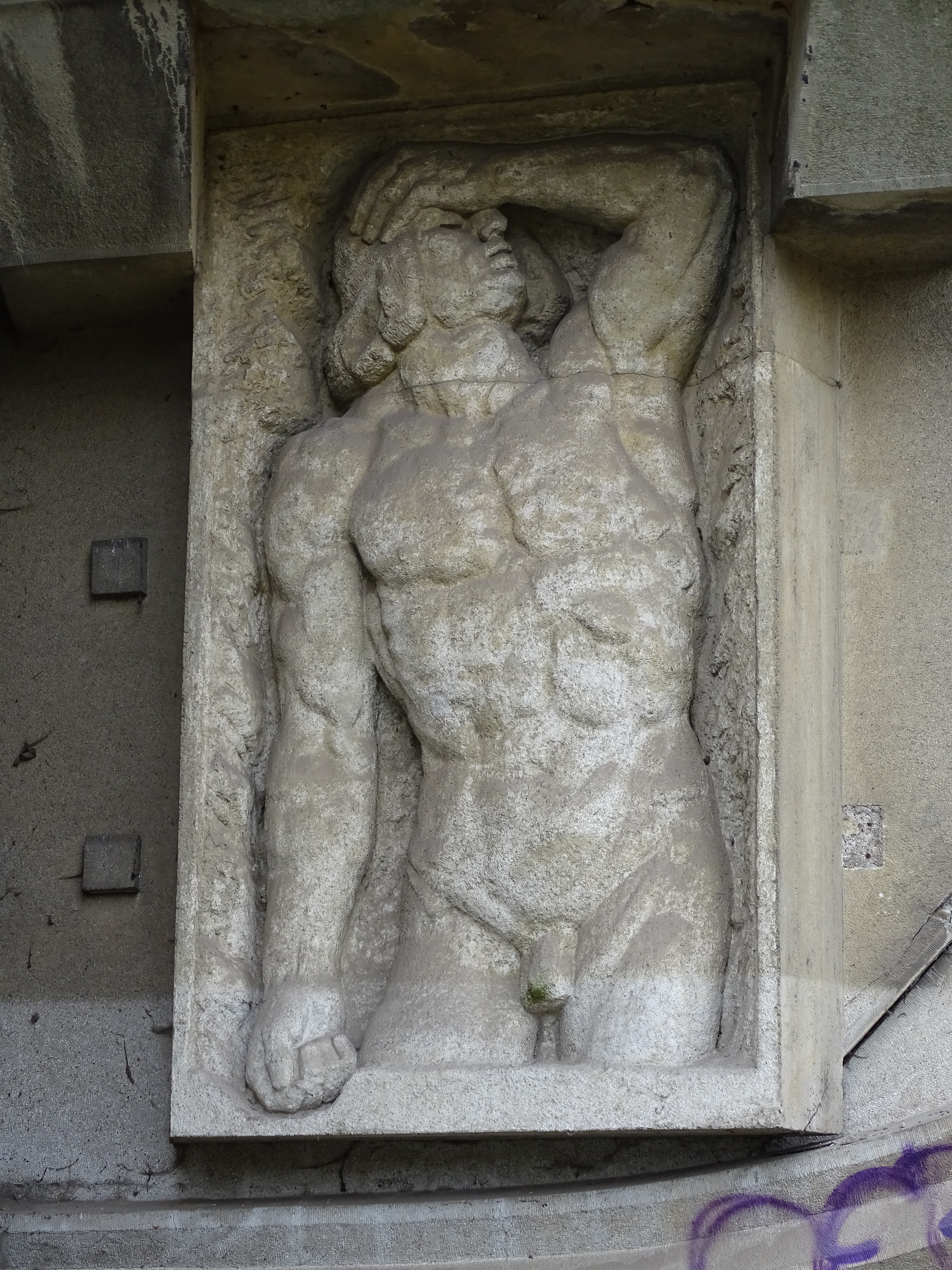
Reliéf Sen od Bohumila Kafky

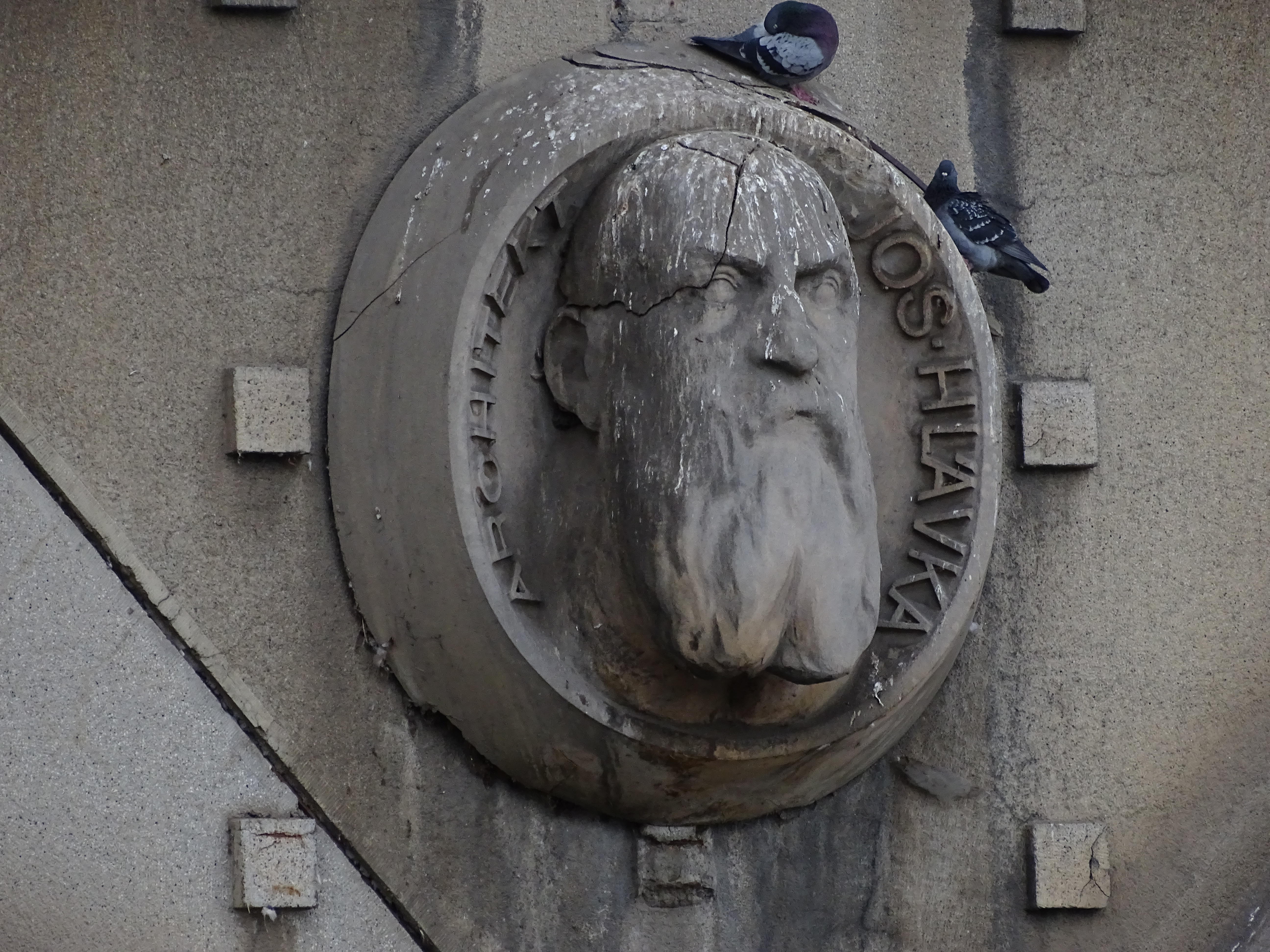
Medailon Josefa Hlávky

Most je nad zhlavími ostrovních pilířů vyzdoben reliéfy vysokými 2,65 m, které byly vytesány přímo do betonového zdiva. Autorem reliéfů na straně po vodě je sochař Bohumil Kafka, na protilehlé straně Ladislav Kofránek. Při rekonstrukci mostu se ocitly v úzké mezeře mezi starou a novou mostovkou; z iniciativy sochaře Vlastimila Večeři sochaři v těchto stísněných podmínkách plastiky odlili, zhotovili kopie a ty pak osadili na rozšířenou část.
- Reliéfy od Bohumila Kafky: Sen, Rozvaha, Práce, Díkuvzdání (v podobě mužských aktů).[5]
- Reliéfy od Ladislava Kofránka: Muž s pádlem a Muž s rybou.

### Reliéfní medailony osobností
V cípech hlavních oblouků přes severní rameno Vltavy jsou reliéfní medailony z umělého kamene, které zobrazují hlavy dvanácti hlavních představitelů, kteří měli co do činění se stavbou mostu. Jejich autory jsou Josef Mařatka a Otto Gutfreund. Architekt Pavel Janák a inženýr František Mencl jako projektanti mostu tam ovšem medailony nemají. Z dobových zpráv z října 1912 vyplývá, že veřejnost byla pobouřena výběrem zobrazených osobností. Gutfreundův medailon "Bukovský" a Mařatkův "Seifert" byly později zničeny a roku 1984 nahrazeny medailony Josefa Hlávky a Pavla Janáka od Františka Häckela.
Návodní strana, zleva:
- 1) Tomáš Černý, starosta král. hl. města Prahy 1887–1893
- 2n) Josef Hlávka, autor: František Häckel, dusaný beton, 1984 (nápis „ARCHITEKT JOS. HLÁVKA“, na místě zničeného Mařatkova reliéfu náměstka starosty Jana Seiferta,[6] podle databáze GHMP na novoměstském konci na protivodní straně, podle monografie o Gutfreundovi z roku 2005 čtvrtý reliéf na povodní straně)
- 3s) Vilém Bukovský, autor: Otto Gutfreund, umělý kámen, 1912–1913 (původně 4. medailon na povodní straně): při rekonstrukci mostu zničen pádem do řeky[7]
- 3n) Pavel Janák, autor: František Häckel, dusaný beton, 1984 (na místě zničeného Gutfreundova reliéfu V. Bukovského, podle databáze GHMP na novoměstském konci na povodní straně, podle monografie o Gutfreundovi z roku 2005 pátý reliéf na povodní straně)[8]
- 4) ing. František Zvěřina (ing. Fr. Zvěřina, bývalý radní král. hl. města Prahy)[6]
- 5) (?) stav.rada, nám.starostův
- 6) Josef Kandert, návodní strana, zcela vpravo, nápis ARCH.JOS.KANDERT / I. NÁMĚSTEK STAROSTŮV.

Protivodní strana, zleva:
- 1) JUDr. Karel Groš, starosta král. hl. města Prahy 1906–1918
- 2) JUDr. Vlad. Srb, starosta král. hl. města Prahy 1900–1906
- 3) JUDr. Jan Podlipný, starosta král. hl. města Prahy 1897–1900
- 4) Čeněk Gregor, starosta král. hl. města Prahy 1893–1896
- 5) Jindřich Šolc, starosta král. hl. města Prahy 1887–1893
- 6) Václav Kasalický, autor: Josef Mařatka, umělý kámen, 1912–1913 („MAG.PH.VÁCL.KASALICKÝ / II. NÁMĚSTEK STAROSTŮV“, 6. medailon na straně protivodní – proti proudu řeky)[9]